# Hamburg na middernacht
Der perfekte Mord (verschenen in 1960) is een misdaadroman geschreven door Frank Arnau. Het werd vertaald in het Nederlands als Hamburg na middernacht.

## Synopsis
Om een geslaagde levering van wapens aan de vrijheidsstrijders in Algerije te vieren, organiseert de wapenhandelaar Nissim Cordanu een diner bij hem thuis, voor tien personen. Hij kan echter niet vermoeden dat het toeval een man uit zijn reeds lang vergeten gewaande verleden op zijn pad zal voeren - de elfde gast. Die avond valt er een dode. Is het moord?--Beschrijving achterflap editie 1984, Balans.